# Aurelio e Natalia
Aurelio e Natalia (morti nell'852 d.C.) erano una coppia cristiana giustiziata da Abd al-Rahman II, l'emiro di Cordova, per essersi rifiutata di rinunciare alla propria fede. Sono considerati martiri e santi della Chiesa cattolica e della Chiesa ortodossa. 

## Vita
Aurelio nacque in una famiglia benestante a Siviglia. Suo padre era un arabo musulmano e sua madre una spagnola cristiana. Dopo essere rimasto orfano da bambino, fu cresciuto dalla zia, che potrebbe essere stata segretamente cristiana.
Aurelio sposò Sabigotho, una ragazza di famiglia musulmana, ma con il nome cristiano di Sabigotho, imposto dal suo patrigno cristiano. Dopo il matrimonio, Sabigotho decise di convertirsi al cristianesimo e prese il nome di Natalia. La coppia visse nell'Emirato di Cordova, ebbe due figlie e visse segretamente come cristiana. A quel tempo, convertirsi dall'Islam al cristianesimo era un reato capitale.
Un giorno, Aurelio assistette alla fustigazione pubblica di un mercante cristiano che aveva pubblicamente professato la sua fede in Cristo. Scioccati da quell'evento, Aurelio e Natalia decisero di non poter più nascondere la loro fede. Misero da parte del denaro per le figlie e donarono il resto dei loro risparmi ai poveri. Iniziarono quindi a proclamare apertamente la loro fede per provocare il suo martirio, guidati dal sacerdote Eulogio di Cordova.

## Venerazione
La festa di Aurelio e Natalia è il 27 luglio. Sono tra i Martiri di Cordova, 49 cristiani giustiziati in questa città tra l'850 e l'859 d.C. 
Le reliquie di Aurelio sono conservate in un altare nella Basilica Cattedrale Metropolitana di Santa María la Antigua a Panama-Cittá.